# 무네타카 친왕
무네타카 친왕(일본어: 宗尊親王, 1242~1274, 재임 1252~1266)은 일본 가마쿠라 막부(鎌倉幕府)의 6대 쇼군(将軍)이다. 고사가 천황(後嵯峨天皇)의 제3황자로, 일본의 왕자로서는 최초로 막부의 세이이타이쇼군(征夷大将軍)이 되었다.

## 생애
5대 쇼군 후지와라노 요리쓰구(藤原頼嗣)가 교토로 송환된 뒤인 겐초(建長) 4년(1252년) 4월에 11세의 나이로 가마쿠라(鎌倉)로 맞아들여져, 이복 동생인 고후카쿠사 천황(後深草天皇)으로부터 세이이타이쇼군으로 임명되었다.
세이이타이쇼군의 사명(辞令, 선지宣旨)《아즈마카가미》(吾妻鏡) 중에서

```
三品　宗尊親王
右被左大臣宣偁件親王宜征夷大将軍
建長四年四月一日　大外記中原朝臣師兼奉
```

　(해석)
```
3품(三品)　무네타카 친왕(宗尊親王)
오른쪽을 사다이진(左大臣)
[
1
]
의 선(宣)으로 칭하노니, 이 친왕을 마땅히 세이이타이쇼군을 삼노라.
겐초 4년 4월 1일　대외기(大外記) 나카하라노 아손(中原朝臣) 모로카네(師兼)
[
2
]
 가 명을 받든다.
```

무네타카 친왕은 고사가 천황의 사실상의 장자였고 아버지로부터 총애받았지만 어머니의 신분이 낮았기 때문에 왕위를 이을 가능성이 희박했고, 고사가 천황은 이러한 아들의 장래를 몹시 염려했다. 그런 한편으로 쇼군케(將軍家)와 셋칸케(攝關家) 양쪽을 지배하던 구조 미치이에(九條道家, 요리쓰구의 할아버지)에 의한 막부 정치의 개입에 위기감을 갖고 있던 싯켄(執権) 호조 도키요리(北條時賴)도 구조 집안을 정계에서 배제하고자 하고 있었다. 이러한 점에서 천황과 도키요리의 생각이 일치했고, '미야 쇼군(宮將軍)' 즉 황족 쇼군이 탄생하는 한 계기가 되었다.
그러나 이미 호조 씨(北条氏)에 의한 전제 체제가 정비된 막부에서 쇼군은 아무런 권한도 갖지 못했고, 따라서 쇼군은 와카(和歌) 창작에 몰두하게 되어 와카 모임에 빈번하게 참석하였다. 결과 가마쿠라에서 무가(武家) 중심의 가단(歌壇)이 융성하게 되었고, 고토 모토마사(後藤基政), 시마즈 다다카게(島津忠景) 등 고케닌(御家人) 출신의 유능한 가인(歌人)들이 대거 배출되었다. 가마쿠라 가단은 《속고금화가집》(續古今和歌集)의 찬자를 뽑는 데에도 영향을 주었고, 친왕 자신도 이 와카집에 가장 많이 입선된 가인이 되었다. 대표적인 와카집으로 《유엽화가집》(柳葉和歌集), 《경옥화가집》(瓊玉和歌集), 《초심우초》(初心愚草)가 있다.
친왕이 25세 되던 분에이(文永) 3년(1266년) 6월, 정실인 고노에 사이시(近衛宰子)와 중 료키(良基) 사이의 밀통 사건을 구실로 막부는 친왕에게 모반 혐의를 씌워, 호조 마사무라(北条政村), 호조 도키무네(北条時宗) 등에 의해 소집된 요리아이쥬(寄合衆)에서 친왕의 쇼군직 해임과 교토 송환이 결정되었다. 이 소동으로 고케닌들이 가마쿠라로 대거 몰려들었고, 나고시류 호조 씨(名越流北条氏)의 호조 노리토키(北条教時)가 단호히 반대하면서 도키무네의 제지도 뿌리치고 군세를 인솔해 무장시위를 벌이다 경솔함을 질책받기도 했다(노리토키의 행동은 훗날 '2월 소동'에서 그 자신이 숙청되는 한 원인이 되었다). 차기 쇼군은 친왕의 사자(嗣子) 고레야스왕(惟康王)이 맡게 되었다.
분에이 9년(1272년)의 '2월 소동'으로 친왕의 측근인 나카미카도 사네타카(中御門実隆)가 구속되고, 그 직후 아버지 고사가 천황이 붕어하면서 친왕은 출가하였다. 법명은 각혜(覚恵), 또는 행증(行証), 행승(行勝)이라고도 했다.
분에이 11년(1274년) 8월 1일, 친왕은 알 수 없는 원인으로 33세로 서거하였다.

## 관직
※날짜는 모두 음력입니다.
- 간겐(寛元) 2년(1244년) 1월 28일 : 친왕으로 책봉되다.
- 겐초(建長) 4년(1252년) 1월 8일: 겐푸쿠(元服). 3품이 주어지다. 4월 1일 : 세이이타이쇼군으로 임명된다.
- 분에이 2년(1265년) 9월 17일 : 1품으로 승진하고, 중무경(中務卿)이 되다.
- 분에이 3년(1266년) 7월 20일 : 세이이타이쇼군에서 물러나다.

## 쇼군 재직 당시의 싯켄
- 호조 도키요리(北条時頼) : 도키우지(時氏)의 아들. 도쿠소케(得宗家) 출신으로 5대 싯켄. 아들인 8대 싯켄 도키무네(時宗)는 친왕으로부터 헨기(偏諱)를 받았다.
- 호조 나가토키(北条長時) : 시게토키(重時)의 아들로 6대 싯켄.
- 호조 마사무라(北条政村) : 2대 싯켄 요시토키(義時)의 아들로 7대 싯켄.

## 계보
- 아버지: 고사가 천황(後嵯峨天皇)
- 어머니: 다이라노 무네코(平棟子) - 다이라노 무네모토(平棟基)의 딸
- 정실: 고노에 사이시(近衛宰子)
  - 아들: 고레야스 친왕(1264년-1326년）
  - 딸: 도모코 여왕(掄子女王) - 1265년생. 준삼후(准三后)로 고우다 천황(後宇多天皇)의 후궁
- 후처
  - 아들: 신가쿠(眞覺)
  - 딸: 즈이시 여왕(瑞子女王) - 1272년생. 가메야마 천황(亀山天皇)의 양녀. 고우다 천황의 후궁. 원호는 에이카몬인(永嘉門院). 1329년 사망.

## 같이 보기
- 왕족 쇼군(宮将軍)